# Іршанський провулок (Житомир)
Іршанський провулок — провулок в Корольовському районі міста Житомир.

## Розташування
Знаходиться на Мар'янівці. Бере початок від Малинової вулиці. Прямує на південний захід. Закінчується глухим кутом.

## Історія
Провулок почав формуватися на вільних від забудови землях на початку 1990-х років. У 1993 році отримав чинну назву.